# دوري كرة القدم الإنجليزي 1957–58
دوري كرة القدم الإنجليزي 1957–58 (بالألمانية: Football League First Division 1957/58) هو الموسم التاسعة والخمسين من دوري كرة القدم الإنجليزي التي ينظمها الاتحاد الإنجليزي لكرة القدم (FA) والتي أقيمت خلال الفترة من 24 أغسطس 1957 إلى 30 أبريل 1958.
توج بنسخة هذه البطولة فريق وولفرهامبتون واندررز متقدما بفارق 5 نقاط على فريق بريستون نورث إيند صاحب المركز الثاني و13 نقطة متقدما على توتنهام هوتسبر صاحب المركز الثالث. وتصدر هدافي الموسم الحالي بوبي سميث مهاجم توتنهام هوتسبير الإنجليزي برصيد 36 هدفا.
تخلل الموسم حادث مفجع بعد تحطم الطائرة التي كانت تقل فريق مانشستر يونايتد في 6 فبراير 1958 حيث توفي ثمانية "لاعبو بسبي"، وهو اللقب الذي أطلق على اللاعبين الناشئين الموهوبين الذين رصدهم مات بسبي ودمجهم في الفريق بما فيهم دانكن إدواردز.